# Sylvan (groupe allemand)
Pour les articles homonymes, voir Sylvan.
Sylvan est un groupe allemand de rock progressif, originaire de Hambourg. Il est initialement formé en 1991 sous le nom de Chamäleon, puis renommé en 1995.

## Biographie

### Années 1990
En 1991, trois jeunes musiciens allemands, Volker Söhl, Kay Söhl et Matthias Harder forment le groupe Chamäleon à Hambourg. Un quatrième membre, Marko Heisig, officie à la basse et au chant avant de quitter le groupe quelques années plus tard. En 1995, le groupe trouve sa voix en la personne de Marco Glühmann et devient Sylvan.
Le groupe officie dans le rock progressif sur les traces de groupes comme Marillion, Genesis ou Yes, avec quelques incursions d'abord dans le rock néo-progressif puis dans le metal progressif et  enfin le rock progressif symphonique. En 1998 le groupe sort son premier album Deliverance. 

### Années 2000
Encouragé par de bonnes critiques, le groupe sort un deuxième album Encounters en 2000 avant de prendre Sebastian Harnack comme bassiste attitré (place occupée par divers musiciens sur demandes depuis 1995).
La formation ainsi stabilisée sort un troisième album Artificial Paradise en 2002. Traitant de la superficialité et de l'avidité de la société moderne, l'album connait un certain succès et fait connaitre le groupe notamment en France. Le titre éponyme Artificial Paradise long de 20 minutes met en valeur toute la personnalité et l'inspiration du groupe. En 2004 sort X-Rayed, album dans lequel le groupe explore les méandres de la psyché humaine, dans un registre musical plus nerveux et incisif. Le groupe franchit une nouvelle étape en 2006 avec l'album-concept Posthumous Silence, histoire d'un père parcourant le journal intime de sa fille disparue.
Enregistré dans la foulée, Presets sort en 2007 et est l'occasion pour le groupe de distiller un rock progressif beaucoup plus calme et accessible. La même année, le groupe filme sa tournée reprenant l'intégralité de Posthumous Silence dans l'optique d'un DVD. Le 20 septembre, le groupe annonce le départ du guitariste Kay Söhl. Il est officiellement remplacé en janvier 2008 par Jan Petersen, présent sur scène en décembre avec le groupe.
En mars 2008, le groupe fête les 10 ans de son premier album. En juillet sortent conjointement le DVD Posthumous Silence - The Show et le double-album Leaving Backstage, témoignages de la tournée précédente. Le 25 septembre 2009, Sylvan sort son septième album studio, Force of Gravity, qui comporte 11 titres,.

### Années 2010
En janvier 2012, le groupe sort son album intitulé Sceneries. Double album avoisinant les 90 minutes, il possède la particularité de ne contenir que 5 titres ; chaque titre ayant été composé par un des musiciens. Sceneries reçoit de nombreuses critiques élogieuses de la presse progressive et metal. Fin juin 2013, Jan Petersen annonce au groupe qu'il quitte Sylvan. L'information est officiellement divulguée aux fans le 8 juillet 2013 via leur site internet et la page Facebook du groupe. Dans un message posté le 30 juillet 2013, le guitariste laisse un dernier mot aux fans pour justifier sa décision sans toutefois en préciser clairement les raisons. 
À cette même date, le groupe annonce le début de l'enregistrement du nouvel album intitulé Home, publié en 2015, ainsi que la tournée Coming Home Tour qui sert de lancement pour ce nouvel album. La tournée continue en 2015 passant en novembre en France pour une date.
L'album One to Zero, sort en 2021. 

## Membres

### Membres actuels
- Volker Söhl - claviers (depuis 1991)
- Matthias Harder - batterie (depuis 1991)
- Marco Glühmann - chant (depuis 1995)
- Sebastian Harnack - basse (depuis 2000)

### Anciens membres
- Kay Söhl - guitare (1991-2007)
- Marko Heisig - chant, basse) (1991-1995)
- Jan Petersen - guitare (2008-2013)

## Discographie
- 1998 : Deliverance
- 2000 : Encounters
- 2002 : Artificial Paradise
- 2004 : X-Rayed
- 2006 : Posthumous Silence
- 2007 : Presets
- 2008 : Leaving Backstage (double CD live)
- 2009 : Force of Gravity
- 2012 : Sceneries
- 2014 : Home
- 2021 :  One to Zero

## DVD
- 2008 : Posthumous Silence - The Show (DVD live)